# Epanterias
Epanterias is een dubieus geslacht van uitgestorven theropode dinosauriërs uit het Laat-Jura (Kimmeridgien-Tithonien van de bovenste Morrison-formatie van Garden Park, Colorado. Het werd benoemd door Edward Drinker Cope in 1878. De typesoort is Epanterias amplexus. Dit geslacht is gebaseerd op wat nu AMNH 5767 is, delen van drie wervels (de draaier, een middelste halswervel en de wervelboog van de eerste ruggenwervel), een ravenbeksbeen en een vierde middenvoetsbeentje. De fossielen werden in 1877 op Cope's Nipple gevonden.
Hoewel Cope dacht dat het een sauropode was, een verwant van Camarasaurus, werd in 1921 door Osborn & Mook aangetoond dat het een theropode betrof. Gregory S. Paul beoordeelde het materiaal opnieuw als behorend tot een grote soort van Allosaurus in 1988 (die hij classificeerde als Allosaurus amplexus, een soort met een lengte van dertien meter). Andere auteurs zijn verder gegaan en beschouwden Epanterias amplexus gewoon als een groot individu van Allosaurus fragilis. In 2010 merkten Gregory S. Paul en Kenneth Carpenter op dat het Epanterias amplexus-exemplaar van hoger in de Morrison-formatie komt dan het type-exemplaar van Allosaurus fragilis, en daarom waarschijnlijk een ander taxon is. Ze beschouwden het holotype-exemplaar echter toch niet als diagnostisch en classificeerden het als een nomen dubium. Later zijn even grote exemplaren van Allosaurus gevonden, zoals specimen NMMNH P-26083. Een bijkomend probleem is dat de resten niet goed onderscheiden kunnen worden van die van Saurophaganax.

## Etymologie
De geslachtsnaam is een combinatie van het Grieks epi, 'op', en anteris, 'ondersteuning' in verwijzing naar de vorm van de wervels. De soortaanduiding amplexus verwijst naar de paringspositie van amfibieën waarin mannetjes hun partner omhelzen. Daarom betekent de soortnaam als geheel 'omsluitende ondersteunde wervels'.